# Myiophobus
Myiophobus là một chi chim trong họ Tyrannidae.

## Các loài
Nó chứa các loài sau:
- Myiophobus thật sự hay Myiophobus nghĩa hẹp (sensu stricto):
  - Myiophobus fasciatus. Loài điển hình của chi. Costa Rica tới miền trung Argentina.
  - Myiophobus cryptoxanthus. Đông Ecuador, đông bắc Peru.
- Nhóm Myiophobus roraimae (không có quan hệ họ hàng gần với loài điển hình của chi): Tạm thời vẫn xếp tại chi này trong khi chờ tên gọi chính thức của chi tách ra.[3][4][5]
  - Myiophobus flavicans. Venezuela tới Peru.
  - Myiophobus inornatus. Đông nam Peru tới bắc Bolivia.
  - Myiophobus phoenicomitra. Colombia tới Peru
  - Myiophobus roraimae. Colombia tới Bolivia

Ngoài ra, còn 3 loài trước năm 2009 cũng xếp trong chi này thì hiện nay xếp trong chi riêng là Nephelomyias.